# Gianni Vattimo
Gianni Vattimo, född 4 januari 1936 i Turin, död 19 september 2023 i Turin, var en internationellt framstående italiensk politiker och filosof. Han var europaparlamentariker 1999–2004 och 2009–2014.

## Biografi
Gianni Vattimo studerade filosofi för existentialisten Luigi Pareyson vid universitetet i Turin, och utexaminerades 1959. Efter att ha studerat för Karl Löwith och Hans-Georg Gadamer vid universitetet i Heidelberg, återvände han till Turin och blev forskarassistent 1964, och senare professor i estetik 1969. Han fortsatte sin akademiska karriär i Turin, och utnämndes till professor i teoretisk filosofi 1982, men gästföreläste även vid flera amerikanska universitet.
Under sin livstid var Vattimo aktiv medlem av flera politiska partier: i Partito Radicale, det kortlivade Alleanza per Torino, Vänsterdemokraterna, och slutligen Italienska kommunisternas parti. 1999–2004 var han medlem av Europaparlamentet.
Han var öppet homosexuell, och troende katolik.

## Vattimos filosofi
Vattimos filosofi kan sammanfattas som postmodern, med en emfas åt pensiero debole (det svaga tänkandet). Detta innebär att moderniteten, med dess tro på en objektiv sanning som förstås av en rationell enhet, överges till förmån för en mer mångfacetterad begreppsvärld som påminner om den som manifesteras i konsten.
Vattimo bygger sin filosofi på Martin Heidegger och dennes kritik av fundament och hermeneutisk filosofi, till en del beroende av Gadamer. Möjligen är Friedrich Nietzsche hans största influens härvidlag, vars ”upptäckt av ’lögnen’, avslöjandet av påstådda ’värden’ och metafysiska strukturer, som varande ingenting annat än maktspel”, spelat en avgörande roll i Vattimos förståelse av sitt begrepp det svaga tänkandet.
Under senare år har Vattimo undersökt religionens villkor, bland annat i The Future of Religion (2005), tillsammans med Richard Rorty.

### Varandet som händelse
Vattimo förnekar existensen av varje transcendental struktur av förnuft eller verklighet, som vore given en gång för alla. Detta betyder inte ett förnekande av sanning, utan som heideggerian menar han att sanningen är öppnandet av horisonter. Sådana sanningar är enligt deras mening djupare, än propositioner, de slags sanningar som följer av de öppnade horisonterna. Filosofier är därmed ständiga responser på kontingenta frågor, de är ”ontologier av aktualiteter”, en tes han styrker genom att peka på de historio-kulturella banden mellan filosofer. Om hermeneutiken ska hålla fast vid sitt förnekande av metafysiken, måste den, anser Vattimo, presentera sig ”som den mest övertygande filosofiska tolkningen av en situation eller en ’epok’”. För att detta skall åstadkommas, föreslår Vattimo att den hermeneutiska läsningen antager ett nihilistiskt tilltal.

### Nihilism som den sanna historien
Enligt Vattimos mening har hermeneutiken blivit tråkig och vag, och saknar betydelse för filosofiska problem. Hans lösning är att insistera på den nihilistiska konsekvensen av hermeneutiken. Nietzsches påstående att ”det inte finns några fakta, bara tolkningar, och att detta påstående också är en tolkning” innebär att säga att hermeneutiken inte kan ses som den mest sanningsenliga beskrivningen av den mänskliga existensens permanenta strukturer. Hermeneutiken blir därmed ingen metafysisk teori, och kan endast beläggas genom att framläggas som responsen på ett historiskt varande, en fabulerad världshistoria, en struktur som blir allt vekare, det är att verkliggöra nihilismen.
Denna nihilistiska läsning av historien leder till en särskild attityd till moderniteten, varigenom moderniteten löses upp inifrån genom att dess premisser radikaliseras och därmed tvinnas upp och förstörs. Vattimo använder Heideggers begrepp Verwindung för att fånga detta postmoderna uppbrott från moderniteten.

### Det svaga tänkandet och etik
Historien som en process av försvagande (sekularisering är ett av flera andra begrepp han använder), ”antager formen av ett beslut om icke-våld”. En etik som grundas på språkteori i linje med den Jürgen Habermas framlagt, faller, menar Vattimo, på att den inte intager en fullständigt ahistorisk position, medan den pendlar mellan formalism och kulturell relativism.  För Vattimo är det först när hermeneutiken accepterar sitt nihilistiska öde, som den ”i ’negativiteten’, i upplösningen av ’varandets öde’, kan finna... den orienterande principen som möjliggör att den inser sin egen ursprungliga benägenhet för etik, utan att vare sig uppväcka metafysiken eller kapitulera inför meningslösheten i en relativistisk kulturfilosofi”.